# Wendy Tripician
Wendy Tripician (nacida Wendy Campanella, 19 de julio de 1974) es una deportista estadounidense que compitió en remo.
Ganó dos medallas de bronce en el Campeonato Mundial de Remo, en los años 2002 y 2008, ambas en la prueba de cuatro scull ligero.

## Palmarés internacional
| Campeonato Mundial | Campeonato Mundial   | Campeonato Mundial | Campeonato Mundial  |
| Año                | Lugar                | Medalla            | Prueba              |
| ------------------ | -------------------- | ------------------ | ------------------- |
| 2002               | Sevilla (España)     | Medalla de bronce  | Cuatro scull ligero |
| 2008               | Ottensheim (Austria) | Medalla de bronce  | Cuatro scull ligero |